# Causes célèbres de tous les peuples
Causes célèbres de tous les peuples est une série de fascicules d’Armand Fouquier (1817 - ?). Fouquier est une source inestimable pour tous les grands crimes de son époque et bien avant. On y trouve Marie Lafarge, Charles de Choiseul-Praslin, les chauffeurs d’Orgères, Hélène Jégado, mais aussi les quatre sergents de La Rochelle et les assassins d'Henri IV, raconté dans un style vivant avec une abondance de détails. Les textes sont illustrés de nombreuses gravures.
Huit volumes, imprimés à Paris entre 1858 et 1867, sont disponibles sur Gallica. La série complète compte quatre-vingt-cinq livraisons regroupées en neuf tomes.

## Publication
- Armand Fouquier, Causes célèbres de tous les peuples, Paris, Lebrun, 1858-1867. Livraisons 1-25, p. mult. Livraisons 26-50, p. mult. Livraisons 51-75, p. mult. Livraisons 76-100, p. mult. Livraisons 101-114, p. mult. Livraisons 115-139, p. mult. Affaires Armand et La Pommerais (« Les procès du jour », 1864), et de Épisode des journées de juin 1848 à l'affaire Castaing (no 249), p. mult. En ligne sur Gallica.